# Eric van Rossum
Eric van Rossum (Nimega, 27 maggio 1963) è un ex calciatore olandese, di ruolo difensore.